# Tatinghem
Tatinghem – miejscowość i dawna gmina we Francji, w regionie Hauts-de-France, w departamencie Pas-de-Calais. W 2013 roku jej populacja wynosiła 1841 mieszkańców. 
W dniu 1 stycznia 2016 roku z połączenia dwóch ówczesnych gmin – Saint-Martin-au-Laërt oraz Tatinghem – utworzono nową gminę Saint-Martin-lez-Tatinghem. Siedzibą gminy została miejscowość Saint-Martin-au-Laërt. 